# Kyle Ensing
Kyle Wayne Ensing (ur. 6 marca 1997 w Santa Clarita) – amerykański siatkarz, grający na pozycji atakującego, reprezentant kraju.
Jego starszy o rok brat Eric, również jest siatkarzem. 

## Sukcesy klubowe
Luga uniwersytecka Big West Conference:
- 2018
- 2019

Liga uniwersytecka NCAA:
- 2018, 2019[2]
- 2016, 2017

Superpuchar Niemiec:
- 2019

Puchar Niemiec:
- 2020[3]

Puchar Izraela:
- 2021

Liga izraelska:
- 2021[4],  2022[5]

Liga francuska:
- 2024[6]

Superpuchar Polski:
- 2024[7]

Liga polska:
- 2025[8]

Liga Mistrzów:
- 2025[9]

## Sukcesy reprezentacyjne
Mistrzostwa Ameryki Północnej, Środkowej i Karaibów Juniorów:
- 2016

Liga Narodów:
- 2022[10], 2023[11]
- 2018

Mistrzostwa Ameryki Północnej, Środkowej i Karaibów:
- 2019

Igrzyska Olimpijskie:
- 2024[12]